# Keiser Witte
Keiser Andrew Witte (15 de marzo de 1995) es un deportista estadounidense que compite en halterofilia. En los Juegos Panamericanos de 2023 obtuvo una medalla de plata en la categoría de +102 kg.

## Palmarés internacional
| Juegos Panamericanos | Juegos Panamericanos | Juegos Panamericanos | Juegos Panamericanos |
| Año                  | Lugar                | Medalla              | Categoría            |
| -------------------- | -------------------- | -------------------- | -------------------- |
| 2023                 | Santiago (Chile)     | Medalla de plata     | +102 kg              |